# Walentina Popowa (sztangistka)
Walentina Wadimowna Popowa (ros. Валентина Вадимовна Попова, ur. 25 września 1972 w Bracku) – rosyjska sztangistka. Dwukrotna medalistka olimpijska.
Brała udział w dwóch igrzyskach (IO 00, IO 04), na obu zdobywała medale. W 2000 była druga w wadze do 63 kilogramów, w 2004 trzecia w kategorii do 75 kilogramów. Zdobyła trzy medale mistrzostw świata, w 2001 złoto, w 1998 i 1999 brąz. Na mistrzostwach Europy triumfowała w 1999, 2000, 2001 i 2003, była druga w 1998 i 2005.